# رودني تيري
رودني تيري (بالإنجليزية: Rodney Terry)‏ هو مدرب كرة سلة أمريكي، ولد في 27 مارس 1968 في انغلتون في الولايات المتحدة.

## روابط خارجية
- رودني تيري على موقع كلية كرة السلة في سبورتس رفرنس.كوم (الإنجليزية)